# Old Gorman's Gal
Old Gorman's Gal è un cortometraggio muto del 1913 diretto e interpretato da Arthur Mackley.

## Produzione
Il film, che fu prodotto dalla Essanay Film Manufacturing Company, venne girato in California, a Hollywood.

## Distribuzione
Distribuito dalla General Film Company, il film - un cortometraggio di una bobina - uscì nelle sale cinematografiche USA il 13 marzo 1913.